# Narumi Kakinouchi
Narumi Kakinouchi (垣野内 成美?, Kakinouchi Narumi; Osaka, 21 marzo 1962) è una regista, fumettista, animatrice, character designer e direttrice dell'animazione giapponese.

## Anime

### Serie
- Dr. Slump & Arale (animazione chiave, design)
- Kimagure Orange Road (design, animazioni di apertura e di chiusura per gli episodi 1-8)
- Magica magica Emi (regista delle animazioni per l'episodio 34)
- Il magico mondo di Gigì (design degli episodi 10 e 15)
- Ninja Senshi Tobikage (regista delle animazioni per gli episodi 25 e 41)
- Sandy dai mille colori (regista delle animazioni per l'episodio 25)
- Plawres Sanshiro (design per l'episodio 28)[1]
- Densetsu kyojin Ideon (animazione chiave)
- Fortezza superdimensionale Macross (design per gli episodi 4, 7, 12, 19, 26, 31 e 36, assistente alla direzione alle animazioni per gli episodi 19 e 26)
- Lamù (animazione chiave, design)
- Vampire Princess Miyu (character designs, original designs, opening animation for episode 25)

### Film
- Crusher Joe (design)
- Macross - Il film (assistente alla direzione delle animazioni)
- Densetsu kyojin Ideon (intercalatrice)

### Original Video Animation
- Cosmos Pink Shock (regista delle animazioni, design)
- Cream Lemon: Don't Do It Mako! Mako Sexy Symphony (regista delle animazioni, design)
- Daimajuu Gekitō Hagane no Oni (design)
- Dangaioh (regista delle animazioni per gli episodi 1 e 3)
- Tatakae! Iczer-1 (regista delle animazioni, design)
- Bōken! Iczer 3  (design)
- Megazone 23 (regista delle animazioni, design)
- Neko Neko Gensōkyoku (character design)
- Ryokunohara Labyrinth: Sparkling Phantom (regista, character design, scenario, storyboard, regista delle animazioni)
- Vampire Princess Miyu (character design, storyboard, regista delle animazioni)

## Opere

### Manga
- Magic at 3:00pm (午後3時の魔法?, Gogo 3ji no Mahō)
- China Blue Jasmine (チャイナ・ブルーJASMINE?, Chaina Burū Jasmine)
- Dahlia the Vampire (ダリア ヴァンパイア?, Daria Vanpaia)
- Isei Gakuen Elistaers (異星学園エリスターズ?, Isei Gakuen Erisutāzu) (con Toshiki Hirano)
- Fairy Jewel
- Juline (格闘小娘JULINE?, Kakutō Komusume Juline)
  - Shaolin Sisters (風雲三姉妹LIN³?, Fūun Sanshimai Lin³) (sequel)
  - Shaolin Sisters: Reborn (新・風雲三姉妹特LIN?, Shin Fūun Sanshimai Toku Lin) (sequel)
- Keep Trust: Shinrai no Kizuna (KEEP TRUST -信頼の絆-?)
- Koi Suiren (恋水蓮?, Koi Suiren)
- Le Masque (マスク?, Masuku)
- Mengenso (面幻想?, Mengensō) (with Toshiki Hirano)
- Mermaid Trip (マーメイドトリップ?, Mēmaido Torippu) (con Toshiki Hirano)
- Moon Princess (ムーンプリンセス?, Mūn Purinsesu)
  - Moon Princess: Red Moon (ムーンプリンセスRED MOON?, Mūn Purinsesu Red Moon)
- My Code Name is Charmer (コードネームはCHARMER?, Kōdo Nēmu wa Charmer)
- Ruby Blood (ルビー・ブラッド?, Rubī Buraddo)
- The Strange Case Files of Ryoko Yakushiji (薬師寺涼子の怪奇事件簿?, Yakushiji Ryōko no Kaiki Jikenbo)
- Snow Sugar
- Utahime Fight! (歌姫FIGHT!?, Utahime Fight!)
- Vampire Princess Miyu (吸血姫美夕?, Vanpaia Miyu)
  - New Vampire Princess Miyu (新・吸血姫美夕?, Shin Vanpaia Miyu) (sequel, con Toshiki Hirano)
  - Vampire Princess Yui (吸血姫夕維?, Vanpaia Yui) (spin-off)
  - Vampire Princess Yui: Kanonsho (吸血姫夕維・香音抄?, Vanpaia Yui Kanonshō)
- The Wanderer
- Wraith Sweeper (レイスイーパー?, Reisuīpā)

### Illustrazioni per libri
- Kagami no Naka no Atashi e... di Mariko Aihara
- Nagai Nagai Yoru no Mahō di Mariko Aihara
- Saka no Ie no Himitsu di Mariko Aihara
- Ushinawareta Koi no Monogatari di Mariko Aihara
- Yureru Manazashi di Rie Akagi
- Koi Shōjo wa Meitantei di Kae Oda
- Koi Shōjo wa Meitantei 2: I Love You wa Kikoenai di Kae Oda
- Koi Shōjo wa Meitantei 3: Koibito Game di Kae Oda
- Yakushiji Ryōko no Kaiki Jikenbo: Black Spider Island di Yoshiki Tanaka
- Yakushiji Ryōko no Kaiki Jikenbo: Cleopatra no Sōsō di Yoshiki Tanaka
- Yakushiji Ryōko no Kaiki Jikenbo: Matenrō di Yoshiki Tanaka
- Yakushiji Ryōko no Kaiki Jikenbo: Pari Yōtohen di Yoshiki Tanaka
- Yakushiji Ryōko no Kaiki Jikenbo: Tokyo Nightmare di Yoshiki Tanaka
- Angel Eyes: Shōryō Ōkoku di Yūji Watanabe
- Girl di Kei Zushi

## Copertine
- Everything di Fluke Beauty 2007

## Videogiochi
- Arcus II: Silent Symphony (art director)
- Click Manga: Le Fantôme de l'Opéra (design, character design)
- Zoku Hatsukoi Monogatari: Shūgaku Ryokō (character design)